# 高潮

高潮の図解。平均海面 (Mean sea level) に上乗せして、通常の満潮 (Normal high tide) 60 cmと、気象潮 (Storm tide) 520 cm（吹き寄せ効果 (Surge) 455 cm 含む）とが重なり、最大潮位 5.8 m の高潮が家に押し寄せている。

高潮（たかしお）は、台風や発達した低気圧が海岸部を通過する際に生じる海面の高まりを言う。地震によって発生する「津波」とは異なる。ただし、かつては高潮のことを「風津波」や 「暴風津波」、「気象津波」などと呼んだこともあったが、現在は「高潮」と呼ばれ，前述の3語はほぼ死語となっている。

## 概要
高潮の原因は主に、気圧の低下による海面の上昇と、向岸風による海水の吹き寄せである。これらを「気象潮」と呼び、「天文潮」すなわち潮汐の満潮が重なるといっそう潮位が高くなる。これらの効果は湾のように遠浅の海が陸地に入り込んでいる地形で最も顕著に現れるので、日本では東京湾、伊勢湾、大阪湾、有明海などで、時に数千人の死者・行方不明者を出す大きな高潮災害が過去に繰り返されている。これらの湾では、湾内の海水の固有振動が潮位を更に上げているとの説もある。
米国南部のメキシコ湾沿岸や、ベンガル湾に面したインド、バングラデシュでは、日本よりはるかに大規模な遠浅の海が広がっているため、勢力の弱いハリケーンやサイクロンによっても大規模な高潮が起こりうる。ベンガル湾奥部では中心気圧約960ヘクトパスカル のサイクロンによって最大潮位7 - 9メートル、メキシコ湾奥部では2005年のハリケーン・カトリーナによって最大潮位約6メートルを観測している。
高波は波の振幅が大きいことをいい、津波は地震、火山、隕石の落下なども含む気象以外の活動が原因なので、定義上、高潮とは異なる。あくまで要因による定義の違いであり、波の性質で区別しているわけではない。台風による激しい高波でも津波ではなく高潮であり、台風による高潮であるからといって津波のような被害が出ないというわけではない。高潮は storm surge と呼ばれるのに対し、津波は Tsunami ないし earthquake surge と呼ばれ区別されるようになってきている。ただし珊瑚礁のある海岸等では台風による高潮によって波群津波が発生することもある。

## 高潮のメカニズム

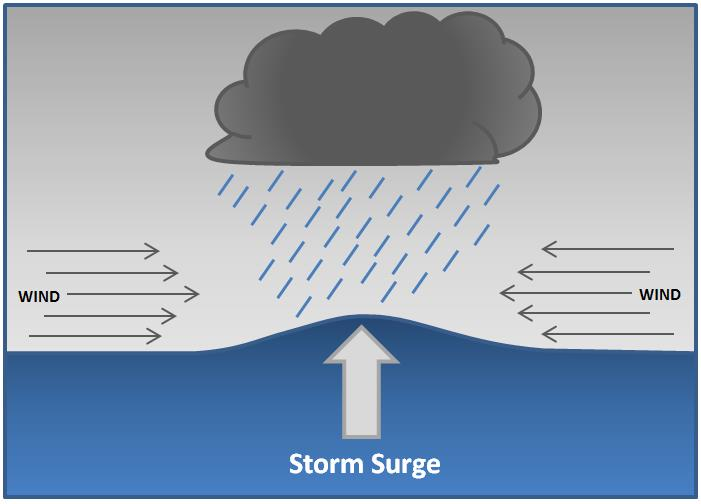
高潮のメカニズムを示した図

主な原因は、海面気圧の変化である。そもそも海面の高さ（標高）は、気圧と海水の水圧の均衡がとれた状態の水位である。1気圧（約1013ヘクトパスカル）において海抜は0メートルであり、これよりも気圧が下がると水圧が海面を押し上げる。
1ヘクトパスカル下がる毎に海面は約1センチメートル上昇する。例えば台風など熱帯性低気圧の下で気圧980ヘクトパスカルの場合、33ヘクトパスカル低いので約30から33センチメートル程度の上昇が見られる。

### 潮汐との関係
太陽や月の引力による潮汐（天体潮・天文潮）は、高潮つまり気象潮とは独立した別の現象であるが、同時に発生すると海面がさらに高くなって被害が増大する。
低気圧・台風の中心部の接近時間と満潮の時間帯が重なると、両者を合計した分ほど海面が上昇する。一方、干潮時には両者が相殺されて相対的に低くなる。また、大潮など時期的に潮位が高いときには、さらに海面が高くなる。
通常時において外海よりも干満差が大きい内湾では、特に大きな潮位変動が起こる。

### 吹き寄せ効果
また、台風や発達した低気圧の下で暴風が吹き荒れる天候下で、湾などの入り組んだ地形の湾口から湾奥部へと暴風が吹きこむと、海水が吹き寄せられて湾奥部で海水面がかさ増しされる。また、風波に伴う平均的質量輸送も海岸の水位を上昇させる。
V字型の湾の場合、奥になるほど波が高くなる。また、湾の中でも水深が低い遠浅の湾の方が吹き寄せ効果は高くなる。高潮が陸地に押し寄せる方角と台風の風向きが同じ場合は、高潮の流速が暴風によって加速され、破壊力を増す。
豪雨により、陸地部分が浸水を起こすと、高潮の波高をさらに上昇させる要因にもなる。

### 雨による海水面上昇
台風や低気圧によって海上で大雨が降ることにより、海水面を上昇させる。河川や湖とは異なり海が広大であるため、海上の降水分は周囲に分散され、気圧や強風による潮位上昇よりは効果は少ない。港湾部においては、雨水の海洋部への出口が狭いことや、増水した河川からの流水によって、降雨による潮位上昇が比較的起きやすい。

## 台風による高潮被害

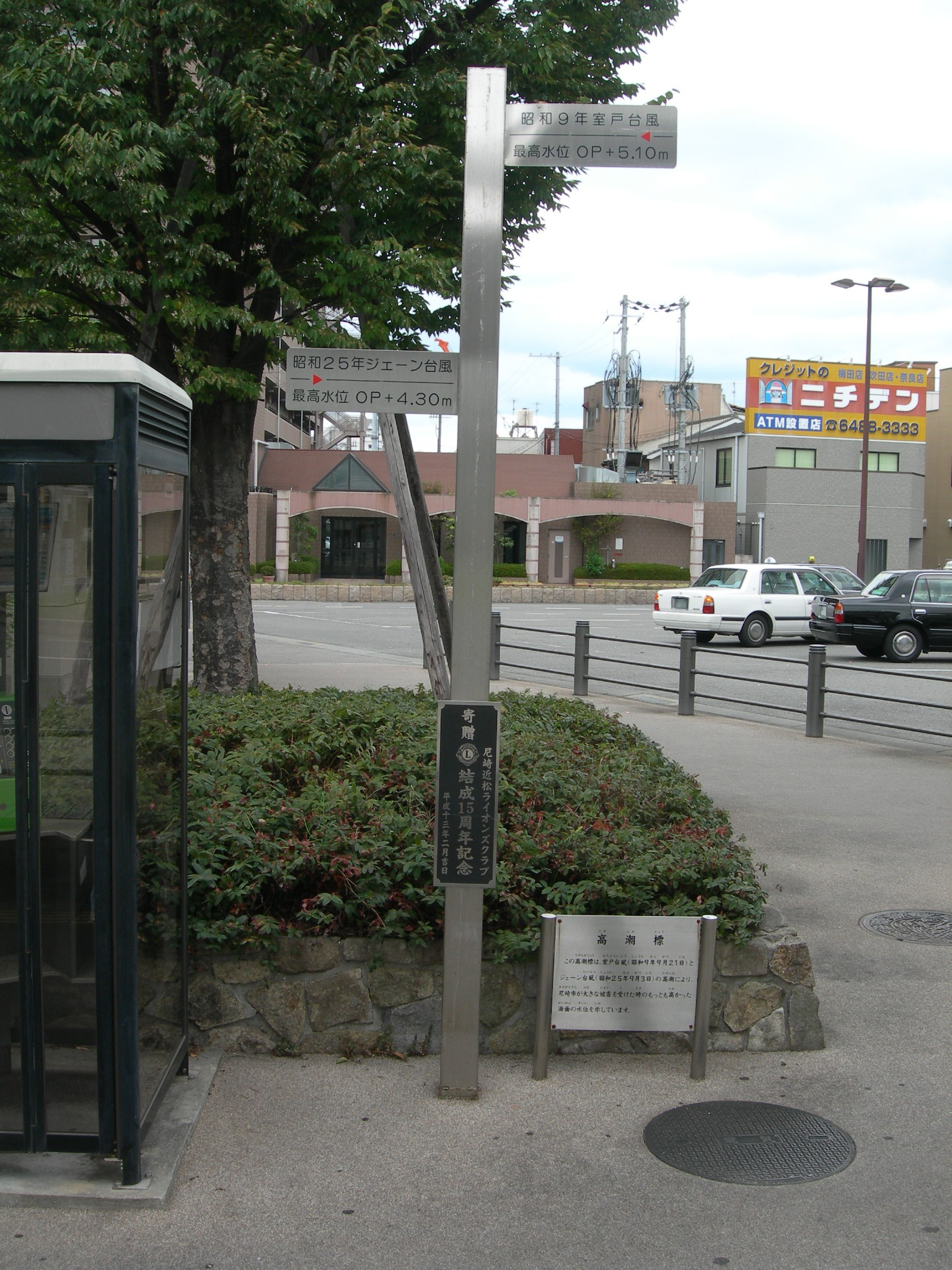
室戸台風・ジェーン台風の高潮の水位を示すライン

伊勢湾台風、室戸台風、関東大水害（明治43年の大水害・大正6年の高潮災害）や、永祚の風、安政3年の大風災、シーボルト台風、有明海台風など、台風による甚大な被害は高潮によるものも多い。高潮が発生すると海面が高くなり、陸地に海水が入り込む。その結果、沿岸部の住宅や耕地が浸水したり、人が波にさらわれたりする。また、9月中旬は1年で最も潮位の高い時期であり、毎年のように全国各地で被害が出ている。台風などによる気圧の低下と風の吹き寄せによって生じる海面上昇の高さを偏差という。
日本でこれまでに観測された気象潮の最大値は、伊勢湾台風の時の3.45メートル（名古屋港）であり、上記の国々では更に高くなると思われる。また天文潮も加えた潮位では、同じく伊勢湾台風の時の3.89メートルが観測史上日本最大である。災害の起こるおそれがあると予想される場合、沿岸部に高潮警報（注意報）が発表される。
台風によって特に大きな被害を出した近年の高潮災害には、次のような事例がある。
1999年（平成11年）9月24日 台風18号
熊本県宇土郡不知火町（現・宇城市）松合地区で起こった高潮で12人の犠牲者が出ている。海水面そのものが陸地まで押し寄せるという、津波と似た特性を持っていた。
2004年（平成16年）8月30日 - 8月31日 台風16号
岡山県と香川県を中心とした瀬戸内海沿岸部で大きな高潮被害が発生し、岡山県倉敷市で1人、香川県高松市で2人の犠牲者を出した。当時は潮位が年間で最も高くなる夏季の大潮の時期にあたり、台風が接近した30日夜から31日未明は、満潮の時間帯でもあった。
これに台風接近に伴う気圧低下による吸い上げ効果と、南 - 南西の暴風による吹き寄せ効果といった複数の悪条件が重なったことで、宇野港（岡山県玉野市）・高松港（高松市）の両検潮所において、観測史上最高の潮位を記録した。この被害から約1週間が経過した9月7日にも、台風18号の接近によって再び高潮が発生し、復旧作業をしていた地域で浸水被害が出ている。

## 発達した低気圧による高潮災害

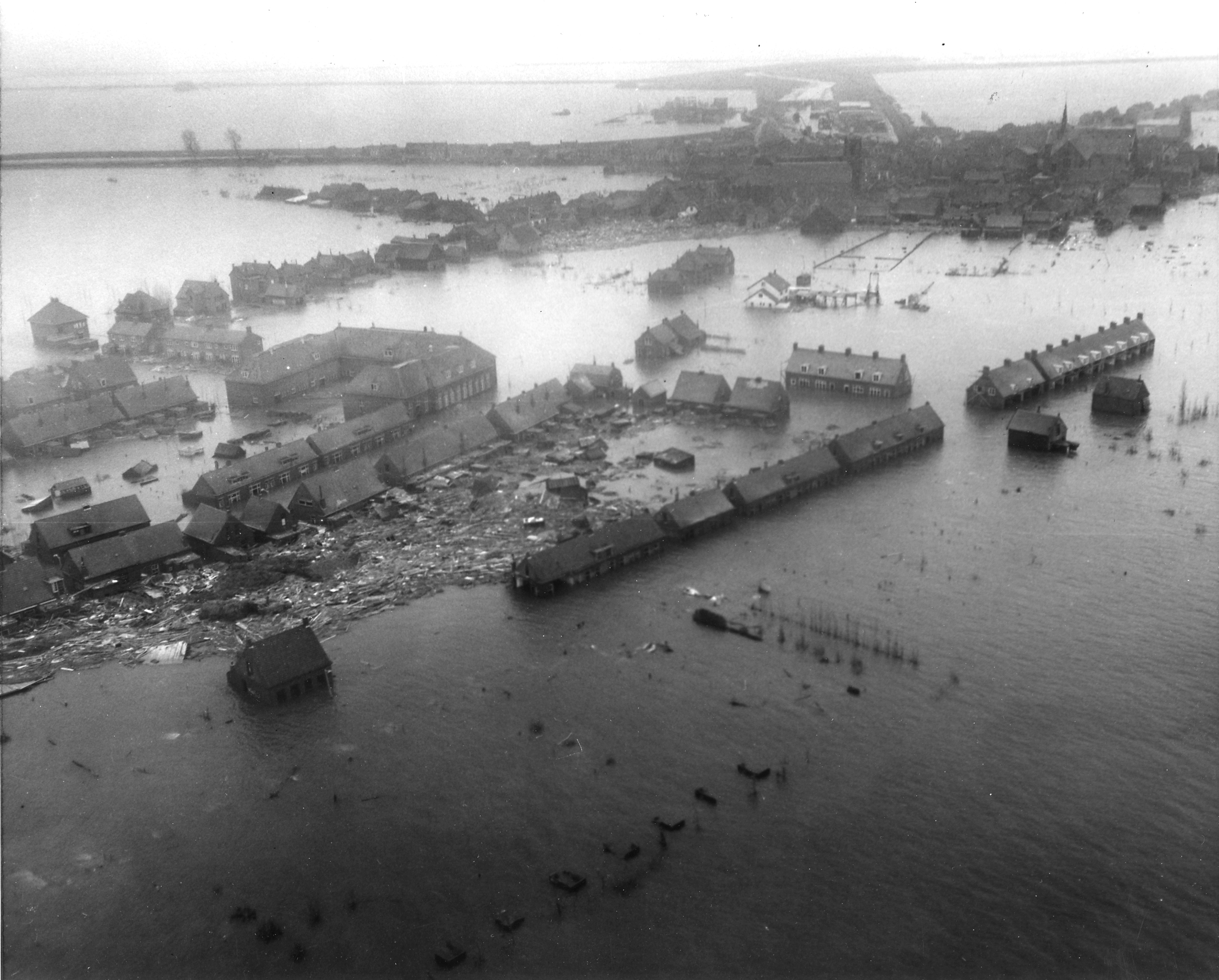
1953年の高潮により北海南岸で高潮が発生（オランダ・ゼーラント州）

中緯度地域では、主に秋から春にかけての寒候期に低気圧が猛烈に発達して冬の嵐が発生することがある。そのときの中心気圧は台風並みに低下し、暴風による吹き寄せ効果と気圧低下による吸い上げが台風同様に起こり、高潮をもたらすことがある。ヨーロッパにはオランダ、ベルギーなどの巨大低平地が広がっており、広範囲で高潮が発生したことがある。

## 河川への影響
高潮発生時、水門を閉じる操作をしなければ、高潮が河川を遡り浸水被害を引き起こす。東京湾に注ぐ河川において高潮が遡ると、背後地の海抜ゼロメートル地帯において、甚大な浸水被害を引き起こす危険がある。

## シミュレーションや長期予測

SLOSHモデルの試験運用画像(PD US NOAA)

高潮のシミュレーションは、米国ではSPLASH法やSLOSH法などが開発された。日本でも東京湾に関して予測プログラムが既に開発されている。
より長期的には、日本の国土交通省が、地球温暖化に伴う将来の海面上昇を踏まえた、高潮などに対する海岸保存についての検討を2019年に始めている。